# Le Canal Nouvelles
Le Canal Nouvelles (LCN) är en kanadensisk franskspråkig nyhetskanal inom kabel-TV som sänder dygnet runt. Kanalen ägs av Quebecor Media och sänder från sitt högkvarter i Montréal, Québec i Kanada.